# Elyse Levesque
Elyse Marie Levesque, född 10 september 1985 i Regina, Saskatchewan, Kanada är en kanadensisk skådespelerska som kanske är bäst känd för sin roll som Chloe Armstrong i science fiction-serien Stargate Universe.

## Filmografi

### Film
- 2005 – Lost Angel
- 2007 – Normal
- 2008 – Season to Wither
- 2008 – Free to Go
- 2009 – Christmas Crash
- 2012 – Slumber Party Slaughter
- 2012 – In Return
- 2013 – Sons of Liberty
- 2014 – Fishing Naked
- 2014 – Spare Change
- 2014 – Fruitcake

### Serier
- 1997 – Incredible Story Studios (TV-serie)
- 2001 – MythQuest (TV-serie)
- 2002 – Välkommen till 2030 (TV-serie)
- 2004 – Cradle Will Fall (TV-serie)
- 2004 – renegadepress.com (TV-serie)
- 2006 – Family in Hiding (TV-serie)
- 2007 – Masters of Horror (TV-serie)
- 2007 – Unthinkable (TV-serie)
- 2007 – Wedding Wish (TV-serie)
- 2007 – Deadly Pledge (TV-serie)
- 2007 – Flash Gordon (TV-serie)
- 2007 – Smallville (TV-serie)
- 2008 – Journey to the Center of the Earth (TV-serie)
- 2008 – Men in Trees (TV-serie)
- 2008 – Storm Cell (TV-serie)
- 2009 – Stargate Universe (TV-serie)
- 2009 – SGU Stargate Universe Kino (TV-serie)
- 2013 – Cedar Cove (TV-serie)
- 2014 – The Originals (TV-serie)
- 2014 – Transporter: The Series (TV-serie)
- 2016 – Containment (TV-serie)
- 2016 – Shoot the Messenger (TV-serie)
- 2016 – Notorious (TV-serie)
- 2017 – Legends of Tomorrow (TV-serie)
- 2017 – Orphan Black (TV-serie)
- 2022 – Quantum Leap (TV-serie)
- 2024 – Efter undergången (TV-serie)